# Templo de Fort Lauderdale
El Templo de Fort Lauderdale  es uno de los templos construidos y operados por la Iglesia de Jesucristo de los Santos de los Últimos Días. Queda en la ciudad de Davie, la cual es contigua a la ciudad de Fort Lauderdale - Florida. Es el número 143 construido por la iglesia y el segundo construido en el estado de Florida.
Ubicado a una altitud de 5,6 pies (1,7 m) sobre el nivel del mar, el templo de Fort Lauderdale es uno de los templos de su tipo construidos a menor elevación en el mundo.

## Construcción
Los planes para la construcción del templo en Fort Lauderdale fueron anunciados durante la conferencia general de la iglesia en octubre de 2011.  El templo fue anunciado al mismo tiempo que el Templo de Brigham City, Concepción Chile, Fortaleza Brasil y Sapporo Japón. Es el segundo templo construido en Florida después del Templo de Orlando y el primero en la parte sur del estado.
Subsiguiente al anuncio, un oficial de la iglesia local indicó que el templo probablemente sería construido en algún lugar en extremo occidental del Condado de Broward en vez de los límites de la ciudad de Fort Lauderdale.
En junio de 2008 se realizó la ceremonia de la primera palada y la dedicación eclesiástica del terreno sobre el cual se construiría el templo, la cual fue realizada por un miembro del Quórum de los Setenta quien presidía sobre el área SUD de Florida. Solo líderes locales y unos 200 invitados adicionales asistieron a la ceremonia de la primera palada. La ceremonia fue transmitida a centros de reuniones en la región.
El templo recibió el galardón como el mejor proyecto de ingeniería de un edificio cultural y de adoración construido en 2014 en el sureste de Estados Unidos.

## Dedicación
El templo SUD de la ciudad de Fort Lauderdale fue dedicado para sus actividades eclesiásticas en cuatro sesiones el 4 de mayo de 2014, por Dieter F. Uchtdorf, miembro en ese entonces de la Primera Presidencia de la iglesia SUD. Anterior a ello, del 29 de marzo-19 de abril de ese mismo año, la iglesia permitió un recorrido público de las instalaciones y del interior del templo.